# 에이미 피에츠
에이미 피츠(Amy Pietz, 영어 발음: /piːts/, 1969년 3월 6일 ~ )는 미국의 배우이다.
밀워키에서 태어났다.

## 출연 작품
- 더 이어 오브 스펙타큘라 맨 (2017년)
- 노 투모로우 (2016년)
- 하프웨이 (2016년)
- 스톡드 바이 마이 네이버 (2015년)
- 스톡드 앳 17 (2012년) - 카렌 역
- 더 나인 라이브즈 오브 클로이 킹 (2011년) - 메레디스 킹 역
- 프롬 (2011년) - 코리스 맘 역
- 어드벤처 오브 어 틴에이지 드래곤슬레이어 (2010년)
- 당신 (2009, You)
- Reunion (2009)
- 에일리언즈 인 아메리카 (2007년)
- 나인 야드 2 (2004년)
- 솔드 아웃 (1996년)

### 텔레비전
- 더 오피스 1 (2005년)